# 逆磁場ピンチ型

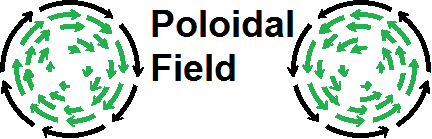
逆磁場ピンチ型のポロイダル磁界

逆磁場ピンチ(ぎゃくじばピンチ 英: Reversed field pinch)は、プラズマを閉じ込める磁場閉じ込め方式の一種。

## 概要
かつて電子技術総合研究所(現産業技術総合研究所)では1974年以来、核融合を目指して逆磁場ピンチの研究が進められていた。
閉じた磁束面の形成が必要で磁場の配置を変える磁気リコネクションが起きると閉じ込めが悪くなり、閉じられた壁の中で熱いプラズマと冷えたプラズマが混合する。
アメリカではMadison Symmetric Torus、イタリアではRFX、スウェーデンではEXTRAP T2R、日本ではTPE-RXが運用された。

## 科大一環
2015年11月に中国の逆磁場ピンチ式磁場閉じ込め核融合実験装置である「KedaToruseXperiment」（KTX、略称「科大一環」）が通常運用に入った。最大プラズマ電流は180kAで、2分毎の放電を得られた。
急速加熱でき、保温効果を有する同装置は、大半径1.4メートル、小半径0.4メートル、磁場が7,000ガウス、プラズマ電流が1TA、電子温度が600万度、放電時間が100ミリ秒に至った。

### 仕様
- 直径 : 8m
- 高さ : 6m
- 総重量 : 70t